# Jöran Fischer
Jöran Fischer, född 25 mars 1913 i Ljungby, död 1991, var en svensk författare, jurist och ombudsman. Han föddes som son till länsjägarmästaren Gunnar Fischer och Greta Lokrantz. Han är bror till filmfotografen Gunnar Fischer.
Han var verksam vid hovrätten över Blekinge län. Senare blev han ombudsman i Danderyd.

## Författarskap
Fischer har författat flera böcker. Däri behandlar han och återger berättelser från Blekinge.